# Transeius avetianae
Transeius avetianae är en spindeldjursart som först beskrevs av Arutunjan och Ohandjanian 1972.  Transeius avetianae ingår i släktet Transeius och familjen Phytoseiidae. Inga underarter finns listade i Catalogue of Life.